# Levisticum
Levisticum és un gènere de plantes amb flors dins la família de les apiàcies amb unes 10 espècies. És originari de les zones muntanyenques d'Europa Alps, Pirineus, Balcans, etc.
Són petits arbusts vivaces am una arrel carnosa fan fins a 2 m d'alt. Les flors són de color groc i el fruit és un aqueni.

## Taxonomia
- Levisticum aquilegiifolium
- Levisticum argutum
- Levisticum caucasicum
- Levisticum grandiflorum
- Levisticum latifolium
- Levisticum levisticum
- Levisticum officinale
- Levisticum paludapifolium
- Levisticum persicum
- Levisticum vulgare